# Francisco Ruiz Lozano
Francisco Ruiz Lozano (Oruro, 1607; Lima, 1677) fue el cuarto Cosmógrafo Mayor del Virreinato del Perú y ejerció ese cargo entre 1662 y 1677.

## Biografía
Nació en Oruro en 1607 y luego viajó a Lima donde estudió en el Colegio Real de San Martín. Viajó a México donde fue asistió al fray mercedario Diego Rodríguez en la cátedra de matemáticas de la Universidad de México. En México publicó dos reportorios o lunarios correspondientes a los años 1651 y 1652.  Volvió en el séquito del Virrey Luis Enríquez de Guzmán, Conde de Alba de Liste en 1653. En el Perú publicó reportorios para los años de 1654 a 1660. Fue Director de la Academia Real de Náutica de Lima fundada el 22 de diciembre de 1657,  enseñó matemáticas en el Hospital del Espíritu Santo a pilotos de la Marina civil de los mares del Sur. Fue mayordomo de este hospital. Nombrado General de la Mar del Sur, calculó las coordenadas de puertos, puntas, ensenadas y cabos más importantes del litoral del Virreinato del Perú.
Fue nombrado Cosmógrafo Mayor del Perú en 1662 por el Virrey Diego de Benavides y de la Cueva, Conde de Santisteban tras el fallecimiento de su antecesor Diego de León. En 1663 preparó e imprimió un "Reportorio anual para el Reino del Perú" y delineó los planos de las fortificaciones que se debían levantar en Conchán, Chorrillos, la desembocadura del río Rímac, Chuquitanta y Ancón.
Desde 1665 condujo la Cátedra de Prima de Matemáticas de la ciudad de Lima, que pasó a ser de la Universidad de San Marcos a la muerte de su sucesor, el belga Juan Ramón Koenig. Falleció en el puerto de Acapulco entre el 12 y el 15 de octubre de 1677.

## Obras
- Tratado de cometas, 1665.
- Repertorio Anual de Observaciones Astronómicas, México 1651, 1652; Lima 1994 a 2009